# São Raimundo do Doca Bezerra
São Raimundo do Doca Bezerra is een gemeente in de Braziliaanse deelstaat Maranhão. De gemeente telt 4.372 inwoners (schatting 2009).